# Roland Rottenfußer
Roland Rottenfußer (* 1963 in München) ist ein deutscher Journalist und Autor.

## Leben
Nach seinem Germanistikstudium arbeitete Rottenfußer als Buchlektor und Journalist für verschiedene Verlage. Von 2001 bis 2005 war er Redakteur bei der spirituellen Zeitschrift connection. Seit 2006 ist er Chefredakteur des Webmagazins Hinter den Schlagzeilen. 2020 wurde er auch Chefredakteur des Online-Magazins Rubikon, das seit 2023 Manova heißt.